# Germaine Krull
Germaine Luise Krull (Poznan, 20 de noviembre de 1897-Wetzlar, 31 de julio de 1985) fue una fotógrafa, activista política y propietaria de hotel . Se la ha considerado alemana, francesa, y neerlandesa, pero pasó años en Brasil, República del Congo, Tailandia e India. Descrita como "un ejemplo especialmente franco" de un grupo de fotógrafas de principios del siglo XX que "podían llevar una vida libre de convenciones", es fundamentalmente conocida por libros ilustrados fotográficamente como por ejemplo Métal de 1928. 

## Biografía
Krull nació en Posen-Wilda, un distrito de Posen (entonces en Alemania; ahora Poznań, Polonia), de una familia alemana acomodada. En sus primeros años, la familia se mudó con frecuencia por Europa; ella no recibió una educación formal, sino que recibió educación en el hogar por parte de su padre, un ingeniero consumado y librepensador (a quien algunos caracterizaron como alguien que nunca triunfa). Su padre le permitió vestirse como un niño cuando era joven, lo que puede haber contribuido a sus ideas sobre el rol de la mujer más adelante en su vida. Además, las opiniones de su padre sobre la justicia social "parecen haberla predispuesto a involucrarse en la política radical".
Entre 1915 y 1917 o 1918 asistió a la Escuela de Fotografía del Estado de Baviera, una escuela de fotografía en Múnich, Alemania, en la que la enseñanza del pictorialismo de Frank Eugene en 1907-1913 había tenido mucha influencia. Abrió un estudio en Múnich en torno a 1918, donde hizo retratos de Kurt Eisner y otros, y se hizo amiga de personas prominentes como Rainer Maria Rilke, Friedrich Pollock y Max Horkheimer.
Krull estuvo políticamente activa entre 1918 y 1921. En 1919 pasó del Partido Socialista Independiente de Baviera al Partido Comunista de Alemania, y fue arrestada y encarcelada por ayudar en el intento de fuga de un emisario bolchevique a Austria. Fue expulsada de Baviera en 1920 por sus actividades comunistas y viajó a Rusia con su amante Samuel Levit. Después de que Levit la abandonara en 1921, Krull fue encarcelada por "antibolchevique" y expulsada de Rusia.
Vivió en Berlín entre 1922 y 1925 donde retomó su carrera fotográfica. Ella y Kurt Hübschmann (más tarde conocido como Kurt Hutton) trabajaron juntos en un estudio de Berlín entre 1922 y 1924. Entre las fotografías que Krull hizo en Berlín se encontraban una serie de desnudos incluidos en una retrospectiva de su trabajo en el año 2000 en el Museo de Arte Moderno de San Francisco. Aunque el crítico de arte del San Francisco Chronicle Kenneth Baker generalmente elogió su trabajo, consideraba que los desnudos eran "casi como sátiras de pornografía lésbica".
Habiendo conocido al cineasta y comunista neerlandés Joris Ivens en 1923, se mudó a Ámsterdam en 1925. Después de que Krull regresara a París en 1926, Ivens y Krull contrajeron matrimonio de conveniencia entre 1927 y 1943 para que Krull pudiera tener pasaporte neerlandés y pudiera tener una "apariencia de respetabilidad como mujer casada sin sacrificar su autonomía".
En París, entre 1926 y 1928, Krull trabó amistad con Sonia Delaunay, Robert Delaunay, Eli Lotar, André Malraux, Colette, Jean Cocteau, André Gide y otros; de cara a vivir de su trabajo,  se dedicó a la fotografía de moda, a desnudos y a retratos. Durante este período publicó Métal (1928) que trataba "el tema esencialmente masculino del paisaje industrial".  Krull tomó las 64 fotografías en blanco y negro en París, Marsella y Países Bajos durante aproximadamente el mismo período en que Ivens estaba creando su película De Brug ("El puente") en Róterdam, y es posible ambos artistas se hayan influenciado mutuamente. Los temas del libro van desde puentes, edificios (p. ej., la Torre Eiffel) y barcos hasta ruedas de bicicleta; puede interpretarse como una celebración de las máquinas o como una crítica de ellas. Muchas de las fotografías fueron tomadas desde ángulos dramáticos y, en general, el trabajo se ha comparado con los de László Moholy-Nagy y Alexander Rodchenko. Entre 1999 – 2004 el libro fue seleccionado como uno de los fotolibros más importantes de la historia.
Hacia 1928 Krull estaba considerada como una de las mejores fotógrafos de París, junto con André Kertész y Man Ray. Entre 1928 y 1933, su trabajo fotográfico se centró principalmente en el fotoperiodismo, entre lo que cabe destacar sus fotografías para Vu, una revista francesa, También a principios de la década de 1930 realizó un estudio pionero sobre los puntos negros del empleo en Gran Bretaña para Weekly Illustrated (la mayor parte de su innovador trabajo de reportajes de este período permanece oculto en los archivos de prensa y nunca ha recibido el crédito que le corresponde por este trabajo). Su libro Études de Nu ("Estudios de desnudos") publicado en 1930 sigue siendo muy conocido. Entre 1930 y 1935 contribuyó con fotografías para una serie de libros de ficción policíaca y de viajes.
Entre 1935 – 1940, Krull vivió en Montecarlo, donde tenía un estudio fotográfico. Entre los objetos de sus fotografías durante este período están los edificios (como casinos y palacios), los automóviles, las celebridades y la gente común. Es posible que haya sido miembro de la agencia de fotoperiodismo Black Star, que se fundó en 1935, pero "no aparece ningún rastro de su trabajo en la prensa con esa etiqueta".
Durante la Segunda Guerra Mundial, se desencantó con el gobierno de la Francia de Vichy y trató de unirse a las Fuerzas de la Francia Libre en África. Debido a su pasaporte neerlandés y su necesidad de obtener los visados correspondientes, su viaje a África incluyó el pasar más de un año (1941-1942) en Brasil, donde fotografió la ciudad de Ouro Preto. Entre 1942 y 1944 estuvo en Brazzaville en el África Ecuatorial Francesa, después de lo cual pasó varios meses en Argel y luego regresó a Francia.
Después de la Segunda Guerra Mundial, viajó al sudeste asiático como corresponsal de guerra, pero en 1946 se convirtió en copropietaria del Hotel Oriental en Bangkok, Tailandia, cargo que desempeñó hasta 1966. Publicó tres libros con fotografías durante este período, y también colaboró con Malraux en un proyecto sobre la escultura y la arquitectura del sudeste asiático.
Después de retirarse del negocio hotelero en 1966, vivió brevemente cerca de París, luego se mudó al norte de la India y se convirtió al budismo tibetano de la escuela Sakya. Su último gran proyecto fotográfico fue la publicación de un libro de 1968, Tibetanos en la India, que incluía un retrato del Dalai Lama. Después de un derrame cerebral, se mudó a una residencia de ancianos en Wetzlar, Alemania, donde murió en 1985.

## Obras seleccionadas
- Los archivos de Krull se conservan en el Museo Folkwang de Essen, Alemania.
- La Colección Digital de la Biblioteca Pública de Detroit alberga un retrato de la cantante Adelaide Hall de Germaine Krull fechado en 1929, fotografiado durante la residencia de los Blackbirds en el Moulin Rouge, París.[13]

### Libros
- Krull, Germana. Metal . París: Librairie des Arts Décoratifs, 1928. (Nueva edición facsímil publicada en 2003 por Ann y Jürgen Wilde, Köln)
- Krull, Germana. 100x París . Berlín-Westend: Verlag der Reihe, 1929.
- Bucovich, Mario von. París Nueva York: Random House, 1930. (Con fotografías de Krull)
- Colette. La Chatte . París: B. Grasset, 1930. (Con fotografías de Krull)
- Krull, Germana. Estudios de Nu . París: Librairie des Arts Décoratifs, 1930.
- Nerval, Gérard de y Germaine Krull. Le Valois . París: Firmin-Didot, 1930.
- Warnod, André. Visages de París . París: Firmin-Didot, 1930. (Con fotografías de Krull)
- Krull, Germaine y Claude Farrère. La Ruta París-Biarritz . París: Jacques Haumont, 1931.
- Morand, Paul y Germaine Krull. Route de Paris à la Méditerranée . París: Firmin-Didot, 1931.
- Simenon, Georges y Germaine Krull. La Folle d'Itteville . París: Jacques Haumont, 1931.
- Krull, Germaine y André Suarès. Marseille París: Librairie Plon, 1935.
- Krull, Germaine, Raúl Lino y Ruy Ribeiro Couto. Uma Cidade Antiga do Brasil, Ouro Preto . Lisboa: Ediciones Atlántico, 1943.
- Vailland, Roger. La Bataille d'Alsace (noviembre-diciembre de 1944) . París: Jacques Haumont, 1945. (Con fotografías de Krull)
- Krull, Germana. Chieng Mai . Bangkok: Imprenta de la Asunción, 1950-1959
- Krull, Germaine y Dorothea Melchers. Bangkok: la ciudad de los ángeles de Siam . Londres: R. Hale, 1964.
- Krull, Germaine y Dorothea Melchers. Cuentos de Siam . Londres: R. Hale, 1966.
- Krull, Germana. tibetanos en la India . Bombay: Editores aliados, 1968.
- Krull, Germana. La Vita Conduce la Danza . Florencia: Filippo Giunti, 1992.[14] (Autobiografía de Krull en francés, La vie mène la danse o "La vida lleva la danza", traducida al italiano por Giovanna Chiti)
- Krull, Germana. La vie mène la danse . París : Textuel ediciones, 2015.[15]
- Frizot, Michel. Germaine Krull. París : Ediciones Hazan, 2015.[16] (Catálogo de la exposición "Germaine Krull (1897-1985), museo Jeu de Paume, París 2015).

### Películas
- Six pour Dix Francs (Francia, 1930)
- Il Partit pour un Long Voyage (Francia, 1932)